# Bannoni jezik
Bannoni jezik (banoni, tsunari; ISO 639-3: bcm), austronezijski jezik mezomelanezijske skupine, kojim govori 1 000 ljudi između rijeka Aruma i Puriata (Lincoln 1977) u provinciji Bougainville, Papua Nova Gvineja.
Jedan je od dva jezika podskupine piva-banoni

## Vanjske poveznice
- Ethnologue (14th)
- Ethnologue (15th)